# Pljuni i zapjevaj moja Jugoslavijo
A Pljuni i zapjevaj moja Jugoslavijo (Köpj és énekelj, Jugoszláviám) a Bijelo dugme nyolcadik sorlemeze, mely 1986-ban jelent meg a szarajevói Diskoton kiadónál. Katalógusszáma: LP 8244.

## Az album dalai

### A oldal
1. Pljuni i zapjevaj moja Jugoslavijo (4:41)
2. Zamisli (4:26)
3. Noćas je k'o lubenica pun mjesec iznad Bosne (6:00)
4. Te noći kad umrem, kad me ne bude (4:37)

### B oldal
1. A i ti me iznevjeri (4:10)
2. Zar ne vidiš da pravim budalu od sebe	(3:46)
3. Hajdemo u planine (4:46)
4. Pjesma za malu pticu (3:59)
5. Ružica si bila sada više nisi	(3:57)

## Közreműködők
- Goran Bregović - gitár
- Alen Islamović - ének
- Zoran Redžić - basszus
- Ipe Ivandić - dob
- Vlado Pravdić - billentyűs hangszerek
- Laza Ristovski - billentyűs hangszerek